# Адэр, Дебора
Де́бора Адэ́р Ми́ллер (англ. Deborah Adair Miller; 23 мая 1952, Линчберг, Виргиния, США) — американская актриса мыльных опер.

## Биография
Дебора Адэр Миллер родилась 23 мая 1952 года в Линчберге (штат Виргиния, США) в семье офицера и учительницы испанского языка. У Адэр есть брат и сестра — Эшли Миллер и Энн Миллер.
Адэр окончила Вашингтонский университет, получив степень в области рекламы и маркетинга, а затем она работала копирайтером, коммерческим производителем и помощник менеджера продвижения радиостанций в Сиэтле (штат Вашингтон).

## Карьера
Адэр дебютировала в 1980 году, сыграв роль репортёра в эпизоде «Цена верна» телесериала «Париж». В 1993—1995 года Адэр играла роль Кейт Робертс в мыльной опере «Дни нашей жизни», за роль которой она получила премию «Дайджест мыльных опер» (1994) в номинации «Лучшая актриса второго плана».

## Личная жизнь
В 1974—1978 года Адэр замужем за политиком Гэри Бейкером. С 1987 года Адэр замужем во второй раз за режиссёром Чипом Хэйсом (род. 1956). У супругов есть двое приёмных детей — дочь Люси Тейлор Хэйс (род. 19.12.1995) и сын Джексон Уильям Хэйс (род. 09.06.1997).

## Телевидение
| Год       |   | Русское название          | Оригинальное название      | Роль                                               |
| --------- | - | ------------------------- | -------------------------- | -------------------------------------------------- |
| 1980      | с | Париж                     | Paris                      | репортёр                                           |
| 1980—1986 | с | Молодые и дерзкие         | The Young and the Restless | Джилл Фостер Эбботт                                |
| 1983—1984 | с | Династия                  | Dynasty                    | Трейси Кендолл                                     |
| 1984—1986 | с | Лодка любви               | The Love Boat              | Бет Рид/Дебора Грант                               |
| 1984—1987 | с | Отель                     | Hotel                      | Джуди Милфорд/Элизабет Эванс/Мишель/Линн Паттерсон |
| 1986      | с | Она написала убийство     | Murder, She Wrote          | Эллен Дэвис                                        |
| 1986      | с | Полиция Майами            | Miami Vice                 | Карла Каполетти (серия «Streetwise»)               |
| 1987      | с | Секретный агент Макгайвер | MacGyver                   | Дайана Роджерс                                     |
| 1990      | с | Санта-Барбара             | Santa Barbara              | Рената Седжвик                                     |
| 1992—1993 | с | Голова Германа            | Herman's Head              | Виктория Старк                                     |
| 1992—1993 | с | Мелроуз Плейс             | Melrose Place              | Люси Кэбот                                         |
| 1993—1995 | с | Дни нашей жизни           | Days of Our Life           | Кейт Робертс                                       |